# Huitzilihuitl
Huitzilihuitl (circa. 1370-1415/17) a fost un împărat aztec. 